# Верхня Шорсірма
Верхня Шорсі́рма (рос. Верхняя Шорсирма, чув. Тури Шурçырма) — присілок у складі Цівільського району Чувашії, Росія. Входить до складу Богатирьовського сільського поселення.
Населення — 63 особи (2010; 88 у 2002).
Національний склад:
- чуваші — 100 %